# لوچ زبرا
لوچ زبرا (Botia striata) گونه ای لوچ آب شیرین بومی رودخانه ها و نهرهای گهات غربی کشور هند است. حداکثر اندازه این گونه حدود ۹ سانتیمتر (۳٫۵ اینچ) است .   در آب و هوای گرمسیری با دامنه دمایی ۲۱ الی ۲۶ درجه سانتیگراد زندگی می کند و آبی با پی‌اچ ۶ تا ۷٫۵ را ترجیح می دهد. 

## مراجع
- Froese, Rainer, and Daniel Pauly, eds. (2005). لوچ زبرا در پایگاه داده ماهی. نسخه May 2005.

1. ↑  Dahanukar, N. (2011). "Botia striata". IUCN Red List of Threatened Species. IUCN. 2011: e.T168591A6521075. doi:10.2305/IUCN.UK.2011-1.RLTS.T168591A6521075.en. Retrieved 12 November 2021.
2. 1 2  Seriouslyfish: Botia striata. Retrieved 24 June 2014.
3. ↑  Kottelat, M. (2012): Conspectus cobitidum: an inventory of the loaches of the world (Teleostei: Cypriniformes: Cobitoidei). بایگانی‌شده  در ۱۱ فوریه ۲۰۱۳ توسط Wayback Machine The Raffles Bulletin of Zoology, Suppl. No. 26: 1-199.